# Tarja Halonen

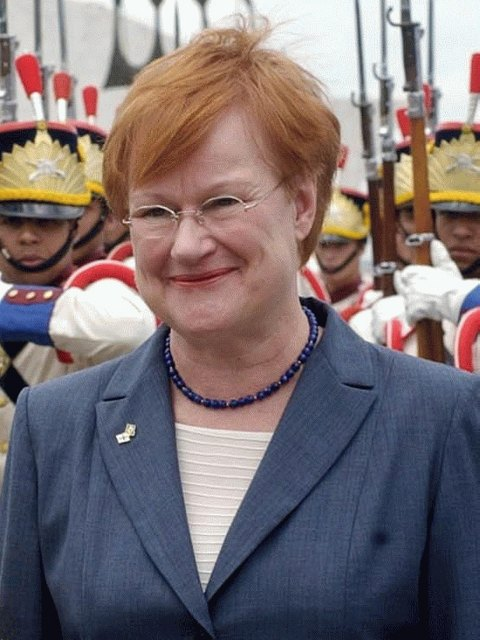
Tarja Halonen

Tarja Kaarina Halonen (phát âm tiếng Phần Lan: [kɑ ː tɑrjɑ rinɑ hɑlonen]; sinh ngày 24 tháng 12 năm 1943) là Tổng thống thứ 11 và hiện tại của Phần Lan. Là nữ tổng thống đầu tiên của Phần Lan, Halonen trước đây đã là một thành viên của quốc hội 1979-2000 khi bà từ chức sau khi cuộc bầu cử của mình để trở thành tổng thống. Ngoài sự nghiệp chính trị của mình, bà là luật sư và đã có một sự nghiệp lâu dài và sâu rộng trong tổ chức công đoàn và các tổ chức phi chính phủ khác nhau.
Halonen tốt nghiệp tại Đại học Helsinki, nơi đó bà học luật 1963-1968. Bà đã tích cực tham gia hoạt động chính trị trong thời kỳ sinh viên và đã giữ chức thư ký các vấn đề xã hội của Liên hiệp Sinh viên Quốc gia 1969-1970. Năm 1971, bà gia nhập Đảng Dân chủ Xã hội Phần Lan và làm luật sư tại Tổ chức Trung ương của nghiệp đoàn Phần Lan công đoàn cho đến khi bà được bầu vào quốc hội năm 1979.
Bà đã làm dân biểu quốc hội 6 nhiệm kỳ từ năm 1979-2000, đại diện cho đơn vị bầu cử Helsinki. Hiện nay bà cũng là thành viên của Hội đồng Phụ nữ lãnh đạo thế giới.